# VHSテープを巻き戻せ!
『VHSテープを巻き戻せ!』（ブイエイチエステープをまきもどせ、原題：Rewind This!）は、2013年のアメリカ合衆国のドキュメンタリー映画。ビデオテープの規格・VHSを題材としており、またVHSそのものだけでなく、関連する映像文化や生活文化も取り上げられている。
日本では2014年6月7日に新宿シネマカリテで行われたカリコレの1作品として特別上映されており、劇場公開は7月26日で本物のビデオテープが鑑賞券として用いられている。

## 製作
ジョシュ・ジョンソン監督は幼少期からVHSに親しんでおり、DVDやBlu-ray化されていないVHS作品が失われていくことへの危機感から本作を製作した。
取材対象者にはロイド・カウフマン、アトム・エゴヤン、ジェイソン・アイズナー、押井守といった映像製作にかかわる人々に加え、VHSビデオのコレクターも含まれる。
ジョンソンはドキュメンタリー映画専門ニュースサイト「neoneo」の千浦僚との対談の中で、最初は自分の知人から取材していったが、撮影後に取材対象者から関係者を紹介してもらうことを繰り返した結果、取材対象が広範囲化したと話している。また、ジョンソンはインタビューしたい人リストをまとめたところ、膨大な数になってしまい、プロデューサーや協力者のアドバイスやつながりを頼って取材を行ったと話しており、日本での取材に当たってはクラウドファンディングで賛同者を募ったと話している。ジョンソンは日本で取材を行った理由として、VHSの故郷であることと、北米とは異なる市場が発展していった点を挙げている。

## 出演
- アトム・エゴヤン
- ジェイソン・アイズナー
- フランク・ヘネンロッター
- ロイド・カウフマン
- カサンドラ・ピーターソン
- 押井守
- 高橋洋
- 千葉善紀
- 加藤和夫
- 藤木TDC
- 中原翔子
- いまおかしんじ
- バクシーシ山下

## スタッフ
- 監督・脚本・原案：ジョシュ・ジョンソン
- 製作：キャロリー・ミッチェル
- 撮影・編集・音響：クリストファー・パルマー
- エグゼクティブ・プロデューサー：フレディ・フィラーズ、パノス・コスマトス
- 音楽：ジョシュ・フリーダ